# Castel Mani
Castel Mani è un castello medievale ormai in rovina che si trova sopra a San Lorenzo in Banale, nel comune di San Lorenzo Dorsino in provincia di Trento.

## Storia

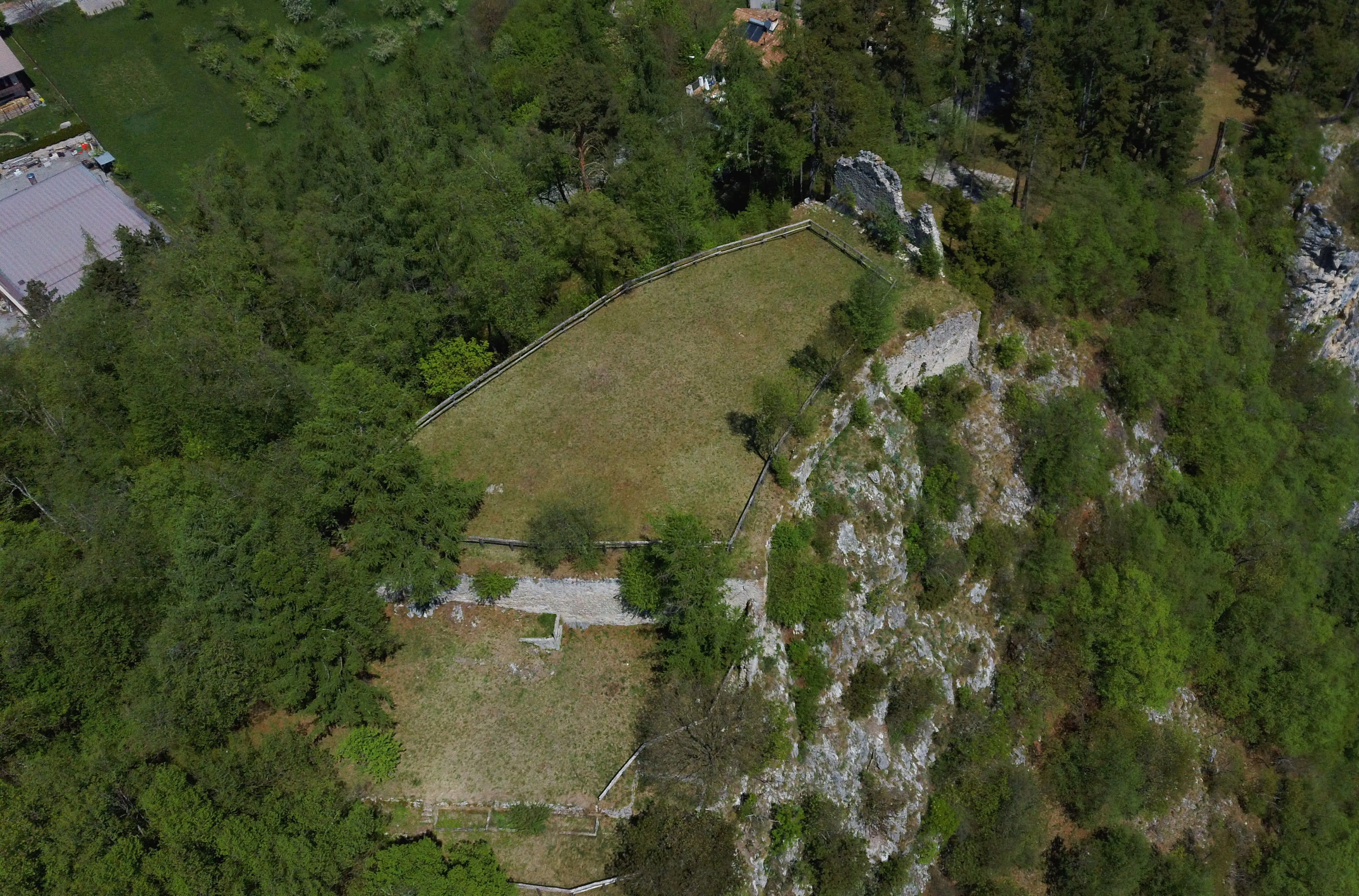
Vista aerea dei ruderi

Secondo la leggenda, nello stesso luogo dove sorge il maniero sarebbe esistito un castelliere celtico e poi romano. Anche il suo nome risalirebbe all'età antica: deriverebbe infatti dagli dei Manes, adorati nella zona.
La costruzione di Castel Mani risale probabilmente al XII secolo, anche se i primi documenti scritti che lo riguardano sono del 1207. In quell'anno il principe vescovo di Trento investì Uldarico d'Arco del feudo legato al castello.
Castel Mani fu pesantemente danneggiato nel 1786 e nel 1797 durante l'invasione napoleonica, diventando una rovina. Nel 1830 i suoi resti furono usati come cava di pietre per la costruzione del paese.
Oggi di Castel Mani rimane un muro perimetrale all'interno di un giardino pubblico.